# Lindernia emarginata
Lindernia emarginata é uma espécie botânica do gênero Lindernia pertencente à família Linderniaceae.